# Marsha Singh
Marsha Singh (11 octobre 1954 - 17 juillet 2012) est un homme politique du parti travailliste britannique qui est député de Bradford West de 1997 à 2012. Singh démissionne pour raison de santé.

## Biographie
Singh a un diplôme en langues, politique et économie de l'Europe moderne de Université de Loughborough. Il fait partie de la direction de l'éducation du conseil municipal de Bradford de 1983 à 1990 et travaille pour le Bradford Community Health Trust de 1990 à 1997. Singh vit à l'origine dans le quartier de Manningham de la région et déménage ensuite à Allerton.
Aux élections générales de 2010, Singh réussit à augmenter sa majorité de 5 % avec près de 6 000 voix de plus que le deuxième Zahid Iqbal, bien que la circonscription de Bradford West soit une cible conservatrice. Singh obtient une majorité de 14% sur les conservateurs, encore plus grande que celle qu'il a obtenue lors de sa première élection lors de la victoire des travaillistes en 1997.
Le 29 février 2012, il annonce son intention de prendre sa retraite pour raisons de santé. Il quitte officiellement son siège en devenant l'intendant des Chiltern Hundreds le 2 mars 2012. Une élection partielle dans la circonscription a lieu le 29 mars 2012 et le siège est remporté par George Galloway du Parti du respect, qui bénéficié d'un énorme basculement contre le Labour.
Singh est marié et père de deux enfants et de quatre petits-enfants. Il est décédé quatre mois après avoir démissionné, alors qu'il était en vacances en République dominicaine.